# Lluís Vergés i Soler
Lluís Vergés i Soler (Barcelona, 1953) és un músic i compositor que s'ha dedicat principalment a la pedagogia musical.

## Biografia
Estudià al Conservatori Municipal de Música de Barcelona. Ha tocat la trompeta en diverses orquestres i conjunts de jazz, i també s'ha dedicat a la composició i a l'ensenyament de la música. A finals dels anys 70, i juntament amb Joan Albert Amargós, Lluís Vidal, Jordi Bonell, D.Pybus, A.Pereira, M.Simon, Quim Solé, J.Cortadellas va fundar La Factoria Musical, un punt de referència en la vida musical del país.
Ha estat autor, arreglista i orquestrador de música per a la publicitat i el cinema, gèneres que ha compartit amb la música simfònica i de cambra. Ocasionalment ha fet d'instrumentador per a l'Orquestra de Cambra del Gran Teatre del Liceu i ha col·laborat amb l'Orquestra Simfònica del Vallès i l'Orquestra Simfònica de Lleida.
En la seva vessant educativa ha estat professor de diverses escoles, i fruit de la seva experiència ha estat la publicació de diversos textos pedagògics. Ensenyà al Centre d'Estudis Musicals de Barcelona, a l'"Escola de Música Zeleste", durant tretze anys va ser director pedagògic del Taller de Músics, i en l'actualitat (2009) és professor de l'ESMUC en les assignatures de Tècniques i Estils del Jazz, Arranjaments de Jazz I i II, Composició de Jazz i Film Scoring. Entre els seus molts deixebles ha tingut Pau Castanyer i Bachs, Mario Rossy, Jordi Rossy, Joan Monné Joan Díaz, Raimon Ferrè, Pep Pérez, Gorka Benítez, Pau Casares, Àlex Tenas, Iñaki Salvador, Marc Miralta, Alfons Conde,Cesc Miralta...

## Obres
- Diada (1996), obra lliure per a cobla
- Fantasieta (1982), per a trompeta en do, i piano i trompeta en si bemoll
- Vilamajor, sardana